# Lahcen Bouyouzan
Lahcen Bouyouzan, né le 17 avril 1993 à Rotterdam, est un joueur international néerlandais de futsal.

## Biographie

### En club
Lahcen Bouyouzan naît en 1993 à Rotterdam aux Pays-Bas. 
Ayant été formé au TPP/Feyenoord Futsal, il est transféré en 2016 au FC Eindhoven Futsal,. En 2018, après plusieurs discussions avec Sander van Dijk, il rejoint le Hovocubo pour une durée de 4 saisons.
En avril 2024, il prend part à une double confrontation avec les Pays-Bas contre la Finlande dans le cadre des éliminations pour une place en Coupe du monde 2024. Il finit par se qualifier lors du match retour à Vantaa après une séance de tirs au but (match nul, 4-4),. Il s'agit alors d'une première qualification en 24 ans,.

### En sélection
Le 2 décembre 2013, il fait ses débuts avec la sélection néerlandaise en 2013 lors de l'Euro face à la Belgique (match nul, 3-3).

## Palmarès
- Champion des Pays-Bas avec le Hovocubo en 2019[8]
- Supercoupe des Pays-Bas avec le Hovocubo en 2019
- Champion des Pays-Bas avec le Tigers Roermond en 2025